# Fusariella sarniensis
Fusariella sarniensis är en svampart som beskrevs av M.B. Ellis 1976. Fusariella sarniensis ingår i släktet Fusariella, divisionen sporsäcksvampar och riket svampar.   Inga underarter finns listade i Catalogue of Life.